# Auvernia
Auvernia (en francés: Auvergne pronunciado /ovɛʁɲə/ (escucharⓘ); en occitano: Auvèrnhe, Auvèrnha) es una región histórica y cultural de Francia. Hasta 2016 fue una región administrativa del centro del país (zona del Macizo Central) que comprendía cuatro departamentos: Puy-de-Dôme, Cantal, Alto Loira y Allier. Su capital es Clermont-Ferrand. Sus habitantes se denominan a sí mismos auverneses (auvergnats). En términos comparativos su extensión es similar a la isla italiana de Sicilia.

## Etimología
Auvernia fue históricamente una provincia de Francia. Su nombre deriva de Arverno, el nombre de un pueblo galo que antiguamente ocupaba la región. En 1790, la provincia histórica fue dividida en los cuatro departamentos actuales.

## Historia
El pueblo galo Arverno era liderado por el jefe militar Vercingetórix cuando se produjo la invasión romana. Uno de los hitos históricos de Auvernia corresponde al sitio de Gergovia en el que Vercingetórix derrotó a Julio César en el año 52 a. C.
En el siglo V Sidonio Apolinar, noble auvernés, ya menciona la Auvernia de finales de la Antigüedad.
En el siglo VII, Auvernia fue motivo de disputa entre los francos y los aquitanos. Conquistada por los carolingios, perteneció, durante un tiempo, al reino de Aquitania. Los condes de Auvernia, los Guilhemides fueron consiguiendo, poco a poco, su autonomía.
En el siglo X, Auvernia protagonizó la rivalidad de los condes de Tolosa y de Poitiers.
En la Edad Media, la región de Auvernia fue dividida en cuatro dominios feudales:
- el condado de Auvernia (título creado hacia el 980)
- el condado episcopal de Clermont
- el condado de Clermont-Ferrand (aparecido hacia 1155 después de la escisión producida por la usurpación de los derechos de legitimidad del joven conde. Este condado sería legitimado en 1302 convirtiéndose en el Delfinado de Auvernia.

Auvernia fue integrándose, poco a poco, a los patrimonios de Alfonso de Poitiers, (1241-1271) y Juan de Berry (1360-1416).
Durante la Guerra de los Cien Años, Auvernia soportó numerosas incursiones y devastaciones, entre ellas la revolución de los Tuchins
En 1424, Auvernia pasó a la rama de Borbón de la Casa de Francia. En 1531, a causa de la traición del condestable Carlos III de Borbón, Auvernia fue heredada por Catalina de Médicis antes de pertenecer a los dominios reales.
En 1790, la provincia histórica desapareció como entidad administrativa.
Más tarde, a partir de la Cuarta República Francesa, Francia crea nuevas estructuras intermediarias diferenciando las regiones departamentales de las nacionales, estas entidades serán oficiales, en las regiones, a partir de 1972.
La región administrativa de Auvernia, más grande que la antigua provincia, quedó constituida en cuatro departamentos: 
- Allier
- Puy-de-Dôme
- Cantal
- Alto Loira

Allier corresponde, grosso modo, a la provincia histórica del Borbonés, el Alto Loira incluye Velay que pertenecía a la antigua provincia de Languedoc. La región recupera, también, una parte de las tierras del Lyonnais.
Durante la Segunda Guerra Mundial, Vichy fue la sede del gobierno del Estado francés.

## Geografía

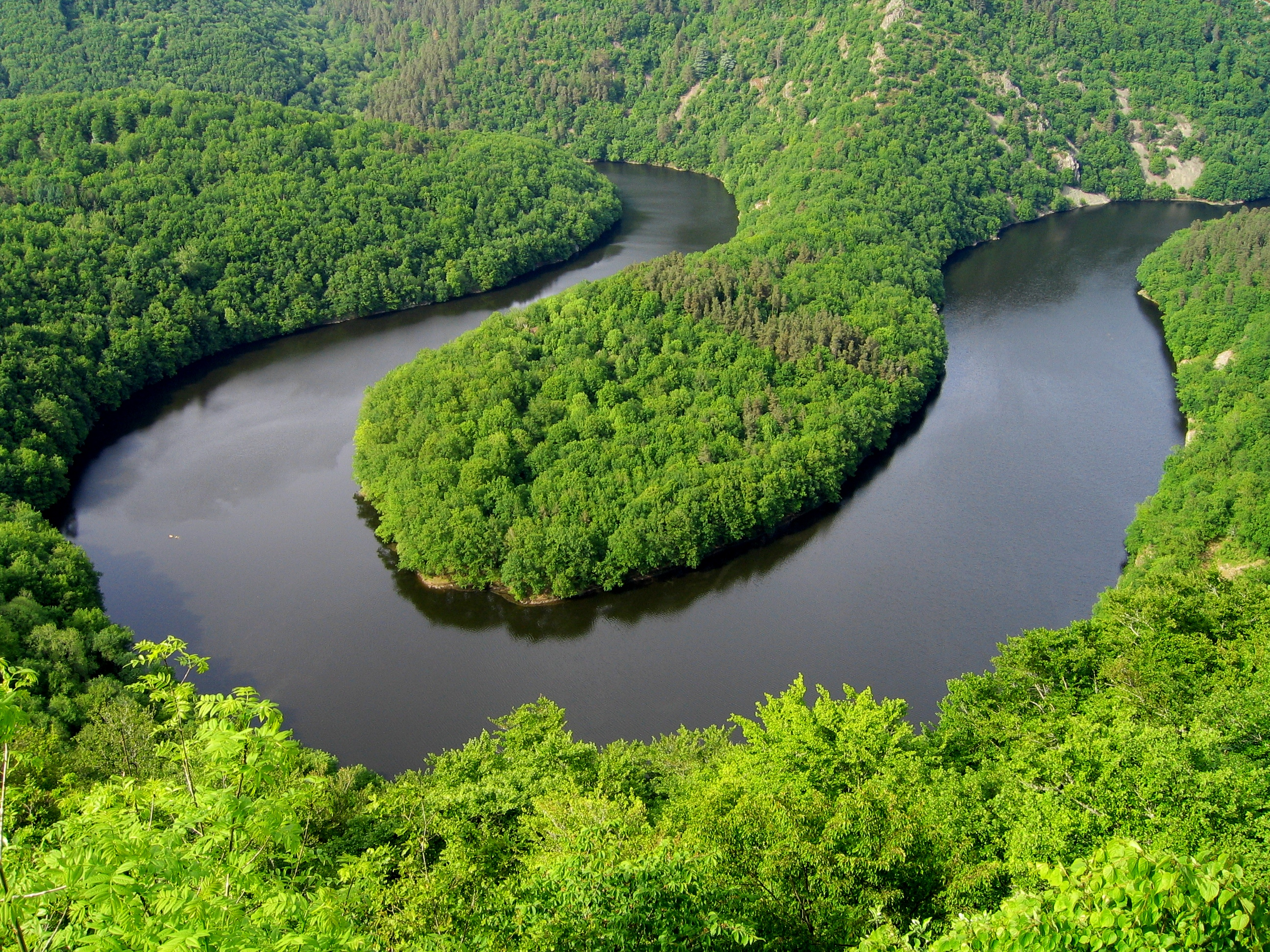
El meandro de Queuille (en el cantón de Manzat).

La región administrativa de Auvernia comprende cuatro departamentos, mientras que la Auvernia histórica corresponde, poco más o menos, a una zona que comprende los departamentos de Cantal, Puy-de-Dôme y una pequeña parte del departamento del Alto Loira y del sur de Allier.
La ciudad más importante de Auvernia es Clermont-Ferrand, con más de 400 000 habitantes, casi un tercio de la población regional. Clermont Ferrand está considerada como la capital de todo el Macizo Central. La propuesta de una fusión de las regiones de Auvernia y Lemosín fue expuesta por Valéry Giscard d'Estaing antes de las elecciones regionales del 2004 (idea que no fue bien acogida por los habitantes de Lemosín). Sin embargo, la influencia de Clermont Ferrand es poco perceptible en el Alto Loira, cuya economía depende más de Saint-Étienne y la región del Ródano-Alpes, mientras que el sur del Macizo Central se inclina hacia otras regiones.
Casi toda la región de Auvernia forma parte del Macizo Central, macizo herciniano, de finales de la era primaria que ocupa, aproximadamente, una sexta parte de la superficie total de Francia. Es una penillanura surcada por profundos valles. En la era terciaria o cuaternaria, se sucedieron varios episodios volcánicos. Los volcanes más recientes tienen unos 8000 años, y forman un conjunto llamado Chaîne des Puys. El norte de la región de Allier está conformado por colinas. El punto más elevado de Auvernia, situado en el Pico de Sancy, en el macizo de los Montes Dore, alcanza los 1886 m.
Región esencialmente montañosa, Auvernia, se encuentra en la divergencia de los ejes de comunicación históricos de Francia, como los del corredor del Ródano o del litoral atlántico, que dejan aislada a la región auvernesa. Este aislamiento todavía persiste pese a la voluntad demostrada por las instituciones de impulsar la realización de unas infraestructuras de comunicación que atravesarían la región permitiendo su acceso hacia el exterior. Esta situación de aislamiento no resulta favorable para el desarrollo económico y urbano y ha sido uno de los factores que ha contribuido al estancamiento y regresión demográfica de la región. Por este motivo, se identifica a Auvernia, desde que terminó la guerra, como la parte central de lo que se ha dado en llamar la Diagonal del vacío (en francés: diagonale du vide).

## Transportes
La construcción, todavía sin terminar, de las principales vías de comunicación norte-sur y este-oeste (autovías A71, A75, A77, A85, y A89) cruzándose en Clermont Ferrand, han dado el primer paso para la salida de este aislamiento. Asimismo la electrificación y mejora de la línea SNCF París-Clermont, y la puesta en marcha del servicio Téoz en septiembre de 2003, ha facilitado que, en tres horas, pueda hacerse el recorrido Clermont-París. Sin embargo esta apertura beneficia, esencialmente, al valle del Allier y no está previsto que ninguna línea LGV pase por la región. La mejora de la línea Clermont-Lyon debería permitir que Auvernia se beneficiase de la estación de Part-Dieu para acceder a la LGV Med, así como a las futuras líneas Rin-Ródano y Transalpinas. El Consejo regional de Auvernia avala el proyecto de Transversale Alpes-Auvergne-Atlantique presentado por la asociación Altro. Desde el 1 de enero de 2002, la región dispone del servicio TER regional tras el acuerdo con la SNCF.

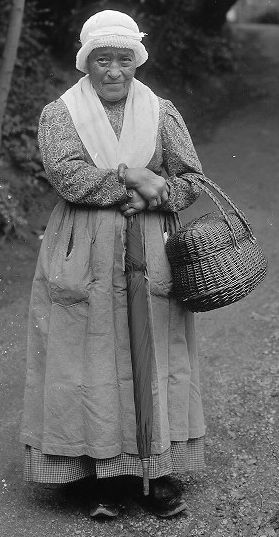
Vestimenta tradicional en Auvernia. (c. 1925).

## Economía
Dada su situación de aislamiento, la región ha tenido un desarrollo industrial y económico relativamente limitado, aunque cuenta con algunas industrias importantes.

### Industria

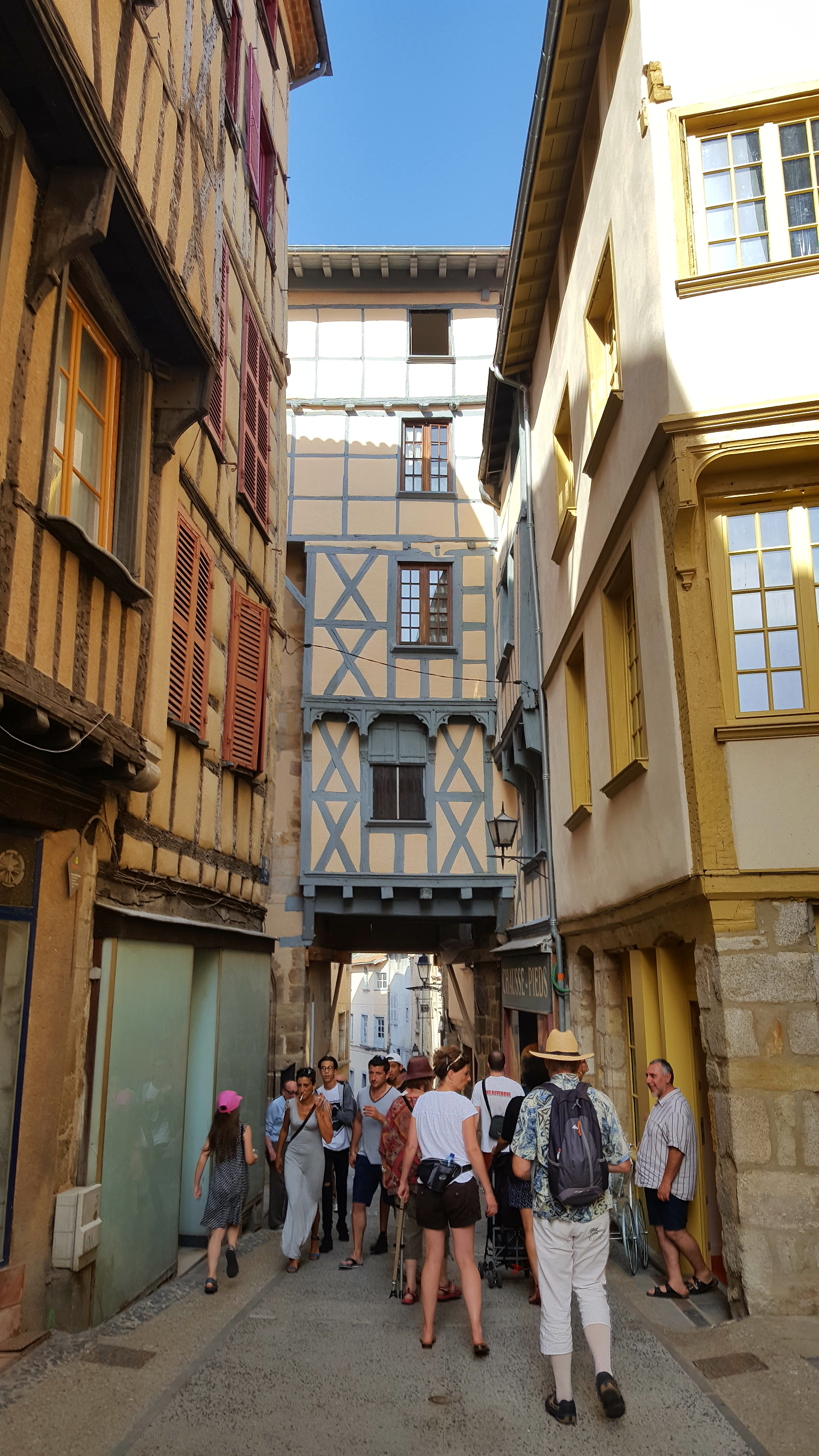
El centro de Thiers

La principal industria auvernesa se encuentra en el sector del neumático, representado por Michelin, cuya sede social e histórica está situada en Clermont-Ferrand, y por la sociedad Dunlop implantada en Montluçon. Cuchillería de Thiers es también una gran industria en la región.
Existe una variedad de pequeñas industrias diseminadas por la región, especialmente establecidas en el Alto Loira y en el Puy-de-Dôme. La agro-alimentación cuenta con unos 12 000 asalariados.
La industria, entre la población activa representa un 20% (110 000 empleos aproximadamente), frente al 18% de la media nacional.

### Turismo
Auvernia cuenta con abundantes manantiales ricos en sales minerales, muchas de estas aguas están comercializadas. La más conocida es la de Volvic cuya marca epónima basa su estrategia publicitaria en el patrimonio geológico de la región.
La estación termal de La Bourboule, situada en el Puy-de-Dôme, fundada en 1875, después del descubrimiento de las aguas termales, fue un centro turístico muy importante, especialmente alrededor de 1900 cuando, más de 10 000 personas acudían, cada año, a tomar las aguas. Actualmente no tiene tanta afluencia. Vichy también se desarrolló en torno a sus aguas termales.
El turismo verde está adquiriendo un gran auge en toda la región, especialmente en la zona del Parque natural regional de los volcanes de Auvernia.
Vulcania es un parque de atracciones centrado en el vulcanismo. Es una atracción turística que se inauguró en febrero de 2002.
Asimismo cuenta con muchas estaciones de esquí dedicadas, sobre todo, al esquí de fondo.
La ciudad medieval de Thiers y el museo de cuchillería son también unos lugares turísticos de la región.

### Agricultura
Con 14 000 empleos, la agricultura representa el 8,5% de los empleos regionales, el doble que la media nacional.
En su parte montañosa, Auvernia, se caracteriza por ser, especialmente, una región de cría de ganado orientada hacia la producción láctea, cuna de las razas bovinas Salers (raza bovina)salers y aubrac. 
Se distingue por su producción de quesos AOC con seis especialidades: 

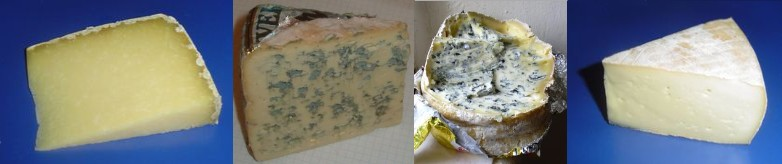
Quatro quesos AOC de Auvernia : Cantal, Bleu d'Auvergne, fourme d'Ambert, Saint-nectaire.

- Bleu d'Auvergne,
- Cantal Entre-deux,
- Cantal Jeune,
- Fourme d'Ambert,
- Salers,
- Saint-nectaire.

Con 50 000 toneladas, produce la cuarta parte de la totalidad francesa de los quesos AOC. Fabrica, asimismo, el queso Roquefort y el Bleu des Causses.
Sobre las planicies de Velay y Alto Loira se cultivan también las lentejas verdes del Puy, denominación reconocida por la AOC.
Allier se caracteriza por la cría de ganado orientada, especialmente, a la producción de carne.
Cada año, en octubre, Auvernia organiza en Cournon-d'Auvergne el Sommet de l’Élevage, la primera exposición de este tipo realizada en Europa.
Las partes bajas del departamento de Allier y Limagne se dedican a los grandes cultivos: 
cereales (trigo, maíz, cebada), 
oleaginosos (colza, girasol) y 
remolacha azucarera. 
En los alrededores de Clermont Ferrand, en la parte más meridional, se ubican las fábricas de azúcar.
En el norte de Allier se encuentra el bosque de Tronçais (10 400 ha.) que es, realmente, una curiosidad turística. 
Un gran monte de robles, creado en la época de Colbert para las necesidades de la marina y que, actualmente, proporciona la madera necesaria para la fabricación de las barricas para la crianza de los vinos, siendo el origen más reputado por sus maderas de alta calidad y de granos muy finos.
En la ciudad de Chappes, cercana a Clermont-Ferrand, se encuentra la sede del cuarto semillero más grande del mundo: Limagrain. Esta sociedad dispone de una red de investigación compuesta por 50 laboratorios de selección, siete de ellos dedicados a la biotecnología y tres laboratorios de análisis de los ingredientes, esto convierte a Chappes en uno de los principales centros de investigación de la región, subvencionado por la fundación Investigación y Desarrollo con 60 millones de euros al año.

## Demografía
Auvernia es una región muy poco poblada. La geografía de la región, de relieve montañoso, ha limitado el desarrollo de las ciudades, además de sufrir el gran éxodo rural que, desde el siglo XIX, se ha ido produciendo en el campo. La cuarta parte de la población de la región se encuentra concentrada en Clermont Ferrand.

## Cultura
En la Auvernia administrativa se reagrupan diferentes territorios con una cultura heterogénea. De los cuatro departamentos que la componen, tres y medio están en la zona occitana.
La región administrativa Auvernia, la componen tres regiones históricas y culturales:
- La Auvernia propiamente dicha. Los departamentos de Cantal y de Puy de Dôme, así como el de Brioude y el de Brivadois del Alto Loira son, actualmente, los mejores exponentes de la cultura auvernesa, y donde mejor se conservan la lengua, la tradición culinaria y la música auvernesa.
- El Velay, que comprende la parte más grande del departamento del Alto Loira (salvo Brioude y Brivadois), tiene una historia diferente y una identidad bien afirmada que nada tienen que ver con la tradición auvernesa aunque comparta el mismo bagaje cultural occitano que la Auvernia histórica.
- El Borbonés que coincide con el departamento de Allier, y se halla dividido entre el occitano en el Sur (Vichy, Montluçon), y el francés (lengua de oïl) en el Norte (Moulins).

### Idiomas
En la región de Auvernia se habla principalmente el francés, y por pequeña parte de la población, dos lenguas autóctonas.
El occitano (langue d’oc: ‘lengua del sí’) se habla en casi toda la región, generalmente en forma auvernesa (o vivaroalpino en Yssingeaux) y languedociano, en Aurillac).
Si en la mitad norte del Borbonés (Allier) se habla la lengua de oïl, en la mitad sur del Borbonés (hacia Montluçon y Vichy), se utiliza la lengua occitana (se trata de lenguas occitanas del Croissant, que se hablan en el sur del Borbonés y norte de Lemosín y, aunque conocen su traducción francesa, el occitano sigue siendo la lengua predominante). El término de lenguaje borbonés es ambiguo ya que designa de igual modo tanto a los que hablan occitano como a los que hablan el francés del Borbonés.
En 2006 se llevó a cabo una encuesta que demostró que, tanto para una lengua como para la otra el término más utilizado para definirlas era el de patois (78% de la población), junto con las definiciones más regionales (auvernés, borbonés, vellave). No obstante, se conserva un cierto grado de identidad cultural ya que el término borbonés era preferido por un 5% y lengua de oc u occitano por un 12% de la población.
La lengua regional, ya sea la de oïl o el occitano, siguen siendo las lenguas mayormente utilizadas en la región:
- 61% declaran comprender, más o menos bien, su lenguaje regional, frente a un 22% que declaran comprenderla perfectamente.
- 42% declaran saber hablarlo regularmente, frente a un 12% que lo hablan perfectamente.
- 29% declaran leerlo con alguna dificultad, frente a un 10% que lo leen sin dificultad alguna
- 17% declaran escribirlo más o menos bien, frente a un 4% que lo escriben con toda facilidad.

Desgraciadamente la gran mayoría de la población que comprende o habla normalmente estas lenguas, no sabe leerlas y mucho menos escribirlas.
La transmisión del lenguaje se practica, generalmente, en el ámbito familiar (los abuelos en un 61%, el entorno con un 50%) poco, o casi nada se transmite en el ámbito escolar (10%). A este respecto el Estado juega un papel preponderante ya que, el 40% de la población se lamenta por no haber enseñado a sus hijos el idioma materno. El porcentaje es mayor entre las generaciones siguientes (58% con menos de 35 años). Se advierte, entre la población, el deseo de aprenderlo, especialmente entre aquellos que tienen menos de 35 años (23%) La petición de que estas lenguas sean impartidas en las escuelas es más pronunciada en los departamentos del Alto Loira (53%), Puy-de- Dôme (51%) y Cantal (74%). El interés de que sus hijos aprendan este lenguaje es mayoritario 41% y 58% entre los menores de 35 años. El 71% de la población se declaran favorables al mantenimiento y desarrollo de la lengua y la cultura regional que sigue siendo preponderante entre los menores de 35 años (76%). Para conseguirlo, proponen que sean diferentes instituciones las que se impliquen en ello:
- France 3 (televisión) Auvernia debería contar con un 54% de las emisiones en su lengua regional.
- la región, (54%), la educación nacional (43%), el Ministerio de Cultura (43%) y los departamentos, están considerados por los habitantes de Auvernia, como las instituciones legítimas que están obligadas a transmitir y desarrollar su lengua y su cultura.

### Música
Auvernia cuenta con una gran cultura musical, especialmente en lo concerniente a la música dedicada a la danza popular. Puesta de moda nuevamente en los años 1970, con el resurgir de la música folk, la música tradicional oral fue recuperada y grabada para su conservación y divulgación.

### Deporte
La región cuenta con equipos profesionales de fútbol (Clermont Foot Auvergne), rugby (ASM Clermont Auvergne) y baloncesto (ASM Basket Le Puy-en-Velay). De 1951 a 1990 fue sede de la Ruta de Francia, una carrera de ciclismo de ruta.